# Албертина Йохана фон Насау-Хадамар
Албертина Йохана (Йоханета) Франциска Катарина фон Насау-Хадамар (на немски: Albertine Johanna (Johanette) Francisca Catharine von Nassau-Hadamar; * 6 юли 1679, Хадамар; † 24 април 1716, Анхолт) е принцеса от на Насау-Хадамар и чрез женитба вилд- и Рейнграфиня, княгиня на Залм.

## Биография
Тя е дъщеря, най-малкото дете, на княз Мориц Хайнрих фон Насау-Хадамар (1626 – 1679) и третата му съпруга графиня Анна Луиза фон Мандершайд-Бланкенхайм (1654 – 1692), дъщеря на граф Салентин Ернст фон Мандершайд-Бланкенхайм (1630 – 1705) и първата му съпруга графиня Ернестина Салентина фон Сайн-Витгенщайн (1626 – 1661). Роднина е на София Гръцка (кралица на Испания), Фредерика Хановерска (кралица на Гърция), на княз Албер I (Монако), на принц Албер II от Монако.
Албертина Йохана фон Насау-Хадамар умира на 24 април 1716 г. в Анхолт на 36 години и е погребана в църквата „Св. Панкрациус“ в Анхолт.

## Фамилия
Албертина Йохана фон Насау-Хадамар се омъжва на 20 юли 1700 г. в Анхолт за вилд- и Рейнграф, княз Лудвиг Ото фон Залм (* 24 октомври 1674, Аахен; † 23 ноември 1738, Анхолт), единственият син на княз императорски фелдмаршал Карл Теодор Ото фон Залм (1645 – 1710) и втората му съпруга пфалцграфиня Луиза Мария фон Пфалц-Зимерн (1647 – 1679). Те имат три дъщери:
- Доротея Франциска Агнес фон Залм (* 21 януари 1702, Анхолт; † 25 януари 1751, Анхолт), омъжена на 25 март 1719 г. в Анхолт за 1. княз Николаус Леополд фон Залм-Залм (* 25 януари 1701; † 4 февруари 1770)
- Елизабет Александрина Фелицита Шарлота Готфрида фон Залм (* 21 юли 1704, Анхолт; † 27 декември 1739, Брюксел), омъжена на 18 март 1721 г. в Анхолт за княз Клод Ламорал II де Лин (* 7 август 1685; † 7 април 1766)
- Кристина Анна Луиза Освалдина фон Залм (* 29 април 1707, Анхолт; † 19 август 1775, Антверпен), омъжена I. на 9 март 1726 г. за наследствен принц Йозеф фон Хесен-Райнфелс-Ротенбург (* 23 септември 1705; † 24 юни 1744), II. на 12 юли 1753 г. в Анхолт за княз Николаус Леополд фон Залм-Залм (* 25 януари 1701; † 4 февруари 1770), вдовецът на сестра ѝ Доротея